# Giải vô địch bóng đá nữ thế giới 2007
Giải vô địch bóng đá nữ thế giới 2007 là giải đấu lần thứ năm của Giải vô địch bóng đá nữ thế giới, là một giải đấu bóng đá quốc tế dành cho nữ được tổ chức tại Trung Quốc từ ngày 3 đến ngày 23 tháng 11 năm 2007. Đáng ra, Trung Quốc là chủ nhà Giải vô địch bóng đá nữ thế giới 2003, tuy nhiên do dịch bệnh SARS bùng phát năm 2003 ở Trung Quốc nên giải đã chuyển sang Hoa Kỳ. Do vậy, Trung Quốc trở thành chủ nhà của giải đấu này mà không cần qua bầu chọn.
Linh vật chính thức của giải đấu là Hoa Mộc Lan, cô bé lấy cảm hứng từ tên nhân vật lịch sử Trung Quốc Hoa Mộc Lan. Cô có búi tóc hai bên màu xanh rêu là hai trái bóng đá, mặc áo phông tay dài đỏ có gấu áo màu xanh dương. Cô đeo khăn quàng màu vàng nhạt.
Giải kết thúc với chức vô địch thuộc về đội tuyển Đức. Đây là chức vô địch lần thứ hai của họ, và là đội bóng đá nữ đầu tiên bảo vệ thành công chức vô địch.

## Địa điểm
| Thượng HảiThành ĐôVũ HánThiên TânHàng ChâuGiải vô địch bóng đá nữ thế giới 2007 (Trung Quốc) |                     |                               |                             |                        |
| Thiên Tân                                                                                    | Vũ Hán              | Hàng Châu                     | Thành Đô                    | Thượng Hải             |
| Sân vận động Trung tâm Olympic Thiên Tân                                                     | Sân vận động Vũ Hán | Trung tâm Thể thao Hoàng Long | Trung tâm Thể thao Thành Đô | Sân vận động Hồng Khẩu |
| Sức chứa: 60.000                                                                             | Sức chứa: 55.000    | Sức chứa: 51.000              | Sức chứa: 40.000            | Sức chứa: 33.000       |
|                                                                                              |                     |                               |                             |                        |

## Các đội tham dự

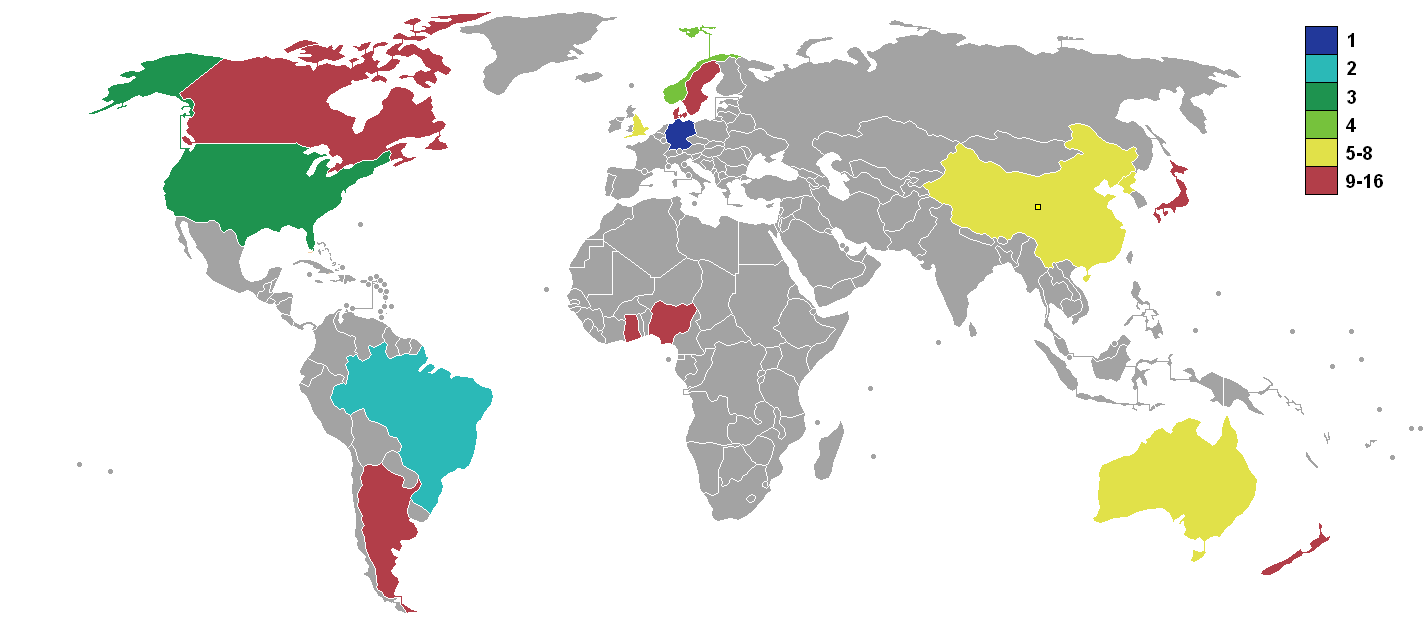
Các đội tuyển tham dự vòng chung kết

| Liên đoàn                          | Vòng loại                                              | Các đội tham dự vòng chung kết           |
| ---------------------------------- | ------------------------------------------------------ | ---------------------------------------- |
| AFC (châu Á)                       | Cúp bóng đá nữ châu Á 2006                             | Úc · Nhật Bản · CHDCND Triều Tiên        |
| CAF (châu Phi)                     | Giải vô địch bóng đá nữ châu Phi 2006                  | Ghana · Nigeria                          |
| CONCACAF (Bắc, Trung Mỹ và Caribe) | Cúp vàng nữ CONCACAF 2006                              | Hoa Kỳ · Canada                          |
| CONMEBOL (Nam Mỹ)                  | Giải vô địch bóng đá nữ Nam Mỹ 2006                    | Brasil · Argentina                       |
| OFC (châu Đại Dương)               | Giải vô địch bóng đá nữ châu Đại Dương 2007            | New Zealand                              |
| UEFA (châu Âu)                     | Vòng loại Giải vô địch bóng đá nữ thế giới 2007 (UEFA) | Thụy Điển · Đan Mạch · Anh · Đức · Na Uy |
| Quốc gia đăng cai                  | Quốc gia đăng cai                                      | Trung Quốc                               |

## Diễn biến tóm tắt của giải
Giải mở màn với một trận đấu lập kỉ lục về tỉ số tại Thượng Hải, khi đương kim vô địch Đức đè bẹp Argentina 11-0, trở thành đội chiến thắng đậm nhất và cũng là trận đấu có nhiều bàn thắng nhất trong lịch sử World Cup nữ. Sự chênh lệch đẳng cấp này cũng làm FIFA phải cân nhắc khi có ý định tăng thêm số đội tham dự, vì khoảng cách về trình độ giữa các đội là còn khá lớn.
Ở bảng A, Đức chứng tỏ sức mạnh của đương kim vô địch khi thắng 2 trận hòa 1 trận, không để thủng lưới bàn nào và dẫn đầu bảng. Anh nhờ trận hòa Đức đã vượt hơn Nhật Bản 1 điểm và giành chiếc vé còn lại vào tứ kết. Bảng B, Hoa Kỳ thể hiện vẫn là một đội bóng lớn khi dẫn đầu bảng với 7 điểm. Cộng hòa Dân chủ Nhân dân Triều Tiên dù thua đối thủ trực tiếp Thụy Điển, cùng điểm nhưng hơn về hiệu số nên vào vòng trong. Bảng C, Úc với bàn thắng muộn màng phút bù giờ trong trận hòa Canada đã giành vé vào tứ kết cùng Na Uy đầu bảng. Bảng D tuy có đội chủ nhà Trung Quốc, nhưng Brasil mới là đội mạnh nhất, là đội duy nhất giành trọn 9 điểm ở vòng bảng, trong đó có trận thắng Trung Quốc 4-0. Trung Quốc giành tấm vé thứ hai của bảng khi thắng 2 đội còn lại.
Ở tứ kết, các đội đầu bảng đều chiến thắng. Trong khi Đức và Hoa Kỳ thắng thuyết phục 3-0, thì Na Uy chỉ thắng sát nút "Những bông hồng thép" Trung Quốc 1 bàn. Trung Quốc không còn sức mạnh khi là á quân World Cup 1999, đành dừng bước ở tứ kết tuy là chủ nhà. Trái với sự áp đảo ở vòng bảng, Brasil chỉ thắng cách biệt Úc 1 bàn.
Tại bán kết, Đức tiếp tục thể hiện sức mạnh khi hạ Na Uy 3 bàn, trong khi Brasil có chiến thắng còn đậm hơn trước Hoa Kỳ đang sa sút với 4 bàn không gỡ, xứng đáng là đối thủ của Đức trong trận chung kết.
Trận chung kết là hai đội xuất sắc nhất. Trong khi Brasil là đội toàn thắng 5 trận trước đó thì Đức lại là đội không thủng lưới bàn nào và có hàng công mạnh nhất (19 bàn). Hiệp 1 trận chung kết, Brasil đá ép sân Đức, với hàng loạt cơ hội, trong đó cơ hội đáng kể nhất là cú sút bật cột dọc. Đức vẫn kiên trì chống đỡ và ngay đầu hiệp 2, tận dụng một sai lầm của hàng thủ Brasil, Birgit Prinz ghi bàn thắng thứ năm của mình trong giải, mở tỉ số 1-0. Brasil dồn lên tìm bàn gỡ, và cơ hội tốt nhất là quả phạt đền do Marta thực hiện. Rất đáng tiếc cho Brasil là cầu thủ xuất sắc nhất giải này lại đá hỏng, làm Brasil chùng xuống sau cơ hội này. Khi đội Đức ghi bàn thắng thứ 2 vào phút 86 thì trận đấu được định đoạt. Người Đức giành cúp vô địch và là đội đầu tiên bảo vệ được chức vô địch.

## Vòng bảng
(Giờ thi đấu tính theo giờ địa phương: UTC+8)
|  | Hai đội xếp đầu mỗi bảng giành quyền vào vòng trong. |

### Bảng A
| Đội       | Tr | T | H | B | BT | BB | HS  | Đ |
| --------- | -- | - | - | - | -- | -- | --- | - |
| Đức       | 3  | 2 | 1 | 0 | 13 | 0  | +13 | 7 |
| Anh       | 3  | 1 | 2 | 0 | 8  | 3  | +5  | 5 |
| Nhật Bản  | 3  | 1 | 1 | 1 | 3  | 4  | −1  | 4 |
| Argentina | 3  | 0 | 0 | 3 | 1  | 18 | −17 | 0 |

| Đức | 11–0     | Argentina |
| --- | -------- | --------- |
| Behringer 12', 24' · Garefrekes 17' · Prinz 29', 45+1', 59' · Lingor 51', 90+1' · Smisek 57', 70', 79' | Chi tiết |           |

| Anh               | 2–2      | Nhật Bản          |
| ----------------- | -------- | ----------------- |
| K. Smith 81', 83' | Chi tiết | Miyama 55', 90+5' |

| Argentina | 0–1      | Nhật Bản       |
| --------- | -------- | -------------- |
|           | Chi tiết | Nagasato 90+1' |

| Đức | 0–0      | Anh |
| --- | -------- | --- |
|     | Chi tiết |     |

| Argentina    | 1–6      | Anh                                                                                              |
| ------------ | -------- | ------------------------------------------------------------------------------------------------ |
| González 60' | Chi tiết | González 9' (l.n.) · J. Scott 10' · Williams 50' (ph.đ.) · K. Smith 64', 77' · Exley 90' (ph.đ.) |

| Nhật Bản | 0–2      | Đức                            |
| -------- | -------- | ------------------------------ |
|          | Chi tiết | Prinz 21' · Lingor 87' (ph.đ.) |

### Bảng B
| Đội               | Tr | T | H | B | BT | BB | HS | Đ |
| ----------------- | -- | - | - | - | -- | -- | -- | - |
| Hoa Kỳ            | 3  | 2 | 1 | 0 | 5  | 2  | +3 | 7 |
| CHDCND Triều Tiên | 3  | 1 | 1 | 1 | 5  | 4  | +1 | 4 |
| Thụy Điển         | 3  | 1 | 1 | 1 | 3  | 4  | −1 | 4 |
| Nigeria           | 3  | 0 | 1 | 2 | 1  | 4  | −3 | 1 |

| Hoa Kỳ                     | 2–2      | CHDCND Triều Tiên                 |
| -------------------------- | -------- | --------------------------------- |
| Wambach 50' · O'Reilly 69' | Chi tiết | Kil Son-Hui 58' · Kim Yong-Ae 60' |

| Thụy Điển    | 1–1      | Nigeria  |
| ------------ | -------- | -------- |
| Svensson 50' | Chi tiết | Uwak 82' |

| Hoa Kỳ                   | 2–0      | Thụy Điển |
| ------------------------ | -------- | --------- |
| Wambach 34' (ph.đ.), 58' | Chi tiết |           |

| CHDCND Triều Tiên                  | 2–0      | Nigeria |
| ---------------------------------- | -------- | ------- |
| Kim Kyong-Hwa 17' · Ri Kum-Suk 21' | Chi tiết |         |

| CHDCND Triều Tiên | 1–2      | Thụy Điển       |
| ----------------- | -------- | --------------- |
| Ri Un-Suk 22'     | Chi tiết | Schelin 4', 54' |

| Nigeria | 0–1      | Hoa Kỳ      |
| ------- | -------- | ----------- |
|         | Chi tiết | Chalupny 1' |

### Bảng C
| Đội    | Tr | T | H | B | BT | BB | HS  | Đ |
| ------ | -- | - | - | - | -- | -- | --- | - |
| Na Uy  | 3  | 2 | 1 | 0 | 10 | 4  | +6  | 7 |
| Úc     | 3  | 1 | 2 | 0 | 7  | 4  | +3  | 5 |
| Canada | 3  | 1 | 1 | 1 | 7  | 4  | +3  | 4 |
| Ghana  | 3  | 0 | 0 | 3 | 3  | 15 | −12 | 0 |

| Úc                                           | 4–1      | Ghana       |
| -------------------------------------------- | -------- | ----------- |
| Walsh 15' · De Vanna 57', 81' · Garriock 69' | Chi tiết | Amankwa 70' |

| Na Uy                              | 2–1      | Canada      |
| ---------------------------------- | -------- | ----------- |
| R. Gulbrandsen 52' · Horpestad 81' | Chi tiết | Chapman 33' |

| Canada                                       | 4–0      | Ghana |
| -------------------------------------------- | -------- | ----- |
| Sinclair 16', 62' · Schmidt 55' · Franko 77' | Chi tiết |       |

| Na Uy             | 1–1      | Úc           |
| ----------------- | -------- | ------------ |
| R. Gulbrandsen 5' | Chi tiết | De Vanna 83' |

| Na Uy                                                                                                | 7–2      | Ghana                        |
| --- | -------- | ---------------------------- |
| Storløkken 4' · R. Gulbrandsen 39', 59', 62' · Horpestad 45' (ph.đ.) · Herlovsen 56' · Klaveness 69' | Chi tiết | Bayor 73' · Okoe 80' (ph.đ.) |

| Úc                             | 2–2      | Canada                     |
| ------------------------------ | -------- | -------------------------- |
| McCallum 53' · Salisbury 90+2' | Chi tiết | Tancredi 1' · Sinclair 85' |

### Bảng D
| Đội         | Tr | T | H | B | BT | BB | HS  | Đ |
| ----------- | -- | - | - | - | -- | -- | --- | - |
| Brasil      | 3  | 3 | 0 | 0 | 10 | 0  | +10 | 9 |
| Trung Quốc  | 3  | 2 | 0 | 1 | 5  | 6  | −1  | 6 |
| Đan Mạch    | 3  | 1 | 0 | 2 | 4  | 4  | 0   | 3 |
| New Zealand | 3  | 0 | 0 | 3 | 0  | 9  | −9  | 0 |

| Brasil                                                            | 5–0      | New Zealand |
| ----------------------------------------------------------------- | -------- | ----------- |
| Daniela 10' · Cristiane 54' · Marta 74', 90+3' · Renata Costa 86' | Chi tiết |             |

| Trung Quốc                                     | 3–2      | Đan Mạch                 |
| ---------------------------------------------- | -------- | ------------------------ |
| Lý Cát 31' · Tất Nghiên 50' · Tống Hiểu Lệ 88' | Chi tiết | Nielsen 51' · Paaske 87' |

| Đan Mạch                  | 2–0      | New Zealand |
| ------------------------- | -------- | ----------- |
| Pedersen 61' · Paaske 66' | Chi tiết |             |

| Trung Quốc | 0–4      | Brasil                              |
| ---------- | -------- | ----------------------------------- |
|            | Chi tiết | Marta 42', 70' · Cristiane 47', 48' |

| Trung Quốc                  | 2–0      | New Zealand |
| --------------------------- | -------- | ----------- |
| Lý Cát 57' · Tạ Thái Hà 79' | Chi tiết |             |

| Brasil         | 1–0      | Đan Mạch |
| -------------- | -------- | -------- |
| Pretinha 90+1' | Chi tiết |          |

## Vòng đấu loại trực tiếp
|  | Tứ kết                  | Tứ kết                  |                          |   | Bán kết       | Bán kết       |  |  | Chung kết | Chung kết |
|  |                         |                         |                          |   |               |               |  |  |           |           |
|  | 15 tháng 11 — Vũ Hán    |                         |                          |   |               |               |  |  |           |           |
|  |                         |                         |                          |   |               |               |  |  |           |           |
|  | Đức                     | 3                       |                          |   |               |               |  |  |           |           |
|  | Đức                     | 3                       | 19 tháng 11 — Thiên Tân  |   |               |               |  |  |           |           |
|  | CHDCND Triều Tiên       | 0                       |                          |   |               |               |  |  |           |           |
|  | CHDCND Triều Tiên       | 0                       | Đức                      | 3 |               |               |  |  |           |           |
|  | 16 tháng 11 — Vũ Hán    |                         | Đức                      | 3 |               |               |  |  |           |           |
|  |                         | Na Uy                   | 0                        |   |               |               |  |  |           |           |
|  | Na Uy                   | Na Uy                   | 0                        | 1 |               |               |  |  |           |           |
|  | Na Uy                   |                         | 23 tháng 11 — Thượng Hải | 1 |               |               |  |  |           |           |
|  | Trung Quốc              | 0                       |                          |   |               |               |  |  |           |           |
|  | Trung Quốc              | 0                       | Đức                      | 2 |               |               |  |  |           |           |
|  | 15 tháng 11 — Thiên Tân |                         | Đức                      | 2 |               |               |  |  |           |           |
|  |                         | Brasil                  | 0                        |   |               |               |  |  |           |           |
|  | Hoa Kỳ                  | Brasil                  | 0                        | 3 |               |               |  |  |           |           |
|  | Hoa Kỳ                  | 20 tháng 11 — Hàng Châu |                          | 3 |               |               |  |  |           |           |
|  | Anh                     | 0                       |                          |   |               |               |  |  |           |           |
|  | Anh                     | 0                       | Hoa Kỳ                   | 0 |               |               |  |  |           |           |
|  | 16 tháng 11 — Thiên Tân |                         | Hoa Kỳ                   | 0 |               |               |  |  |           |           |
|  |                         | Brasil                  | 4                        |   | Tranh hạng ba | Tranh hạng ba |  |  |           |           |
|  | Brasil                  | Brasil                  | 4                        | 3 | Tranh hạng ba | Tranh hạng ba |  |  |           |           |
|  | Brasil                  |                         | 23 tháng 11 — Thượng Hải | 3 |               |               |  |  |           |           |
|  | Úc                      | 2                       |                          |   |               |               |  |  |           |           |
|  | Úc                      | 2                       | Na Uy                    | 1 |               |               |  |  |           |           |
|  |                         |                         |                          |   |               |               |  |  |           |           |
|  | Hoa Kỳ                  | 4                       |                          |   |               |               |  |  |           |           |
|  | Hoa Kỳ                  | 4                       |                          |   |               |               |  |  |           |           |

### Tứ kết
| Đức                                     | 3–0      | CHDCND Triều Tiên |
| --------------------------------------- | -------- | ----------------- |
| Garefrekes 44' · Lingor 67' · Krahn 72' | Chi tiết |                   |

| Hoa Kỳ                             | 3–0      | Anh |
| ---------------------------------- | -------- | --- |
| Wambach 48' · Boxx 57' · Lilly 60' | Chi tiết |     |

| Na Uy         | 1–0      | Trung Quốc |
| ------------- | -------- | ---------- |
| Herlovsen 32' | Chi tiết |            |

| Brasil                                         | 3–2      | Úc                           |
| ---------------------------------------------- | -------- | ---------------------------- |
| Formiga 4' · Marta 23' (ph.đ.) · Cristiane 75' | Chi tiết | De Vanna 36' · Colthorpe 68' |

### Bán kết
| Đức                                             | 3–0      | Na Uy |
| ----------------------------------------------- | -------- | ----- |
| Rønning 42' (l.n.) · Stegemann 72' · Müller 75' | Chi tiết |       |

| Hoa Kỳ | 0–4      | Brasil                                              |
| ------ | -------- | --------------------------------------------------- |
|        | Chi tiết | Osborne 20' (l.n.) · Marta 27', 79' · Cristiane 56' |

### Tranh hạng ba
| Na Uy              | 1–4      | Hoa Kỳ                                         |
| ------------------ | -------- | ---------------------------------------------- |
| R. Gulbrandsen 63' | Chi tiết | Wambach 30', 46' · Chalupny 58' · O'Reilly 59' |

### Chung kết
| Đức                     | 2–0      | Brasil |
| ----------------------- | -------- | ------ |
| Prinz 52' · Laudehr 86' | Chi tiết |        |

## Vô địch
| Vô địch Giải vô địch bóng đá nữ thế giới 2007 Đức Lần thứ hai |

## Giải thưởng
| Quả bóng vàng | Chiếc giày vàng | Giải Fair Play |
| ------------- | --------------- | -------------- |
| Marta         | Marta           | Na Uy          |

### Đội hình toàn sao
| Thủ môn                     | Hậu vệ                                                          | Tiền vệ                                                                    | Tiền đạo                                   |
| --------------------------- | --------------------------------------------------------------- | -------------------------------------------------------------------------- | ------------------------------------------ |
| Nadine Angerer Bente Nordby | Ariane Hingst Lý Cát Ane Stangeland Horpestad Kerstin Stegemann | Daniela Formiga Kelly Smith Renate Lingor Ingvild Stensland Kristine Lilly | Lisa De Vanna Marta Cristiane Birgit Prinz |

## Cầu thủ ghi bàn
7 bàn:
- Marta

6 bàn:
- Abby Wambach
- Ragnhild Gulbrandsen

5 bàn:
- Cristiane
- Birgit Prinz

4 bàn:
- Kelly Smith
- Renate Lingor
- Lisa De Vanna

3 bàn:
- Christine Sinclair
- Sandra Smisek

2 bàn:
- Cathrine Paaske Sørensen
- Melanie Behringer
- Kerstin Garefrekes
- Lori Chalupny
- Heather O'Reilly
- Isabell Herlovsen
- Ane Stangeland Horpestad
- Miyama Aya
- Lotta Schelin
- Lý Cát

1 bàn:
- Vicky Exley
- Jill Scott
- Fara Williams
- Eva González
- Daniela
- Formiga
- Pretinha
- Renata Costa
- Candace-Marie Chapman
- Martina Franko
- Sophie Schmidt
- Melissa Tancredi
- Anne Dot Eggers Nielsen
- Katrine Pedersen
- Annike Krahn
- Simone Laudehr
- Martina Müller
- Kerstin Stegemann
- Anita Amankwa
- Adjoa Bayor
- Florence Okoe
- Shannon Boxx
- Kristine Lilly
- Cynthia Uwak
- Lise Klaveness
- Lene Storløkken
- Yuki Nagasato
- Victoria Svensson
- Kil Son-Hui
- Kim Yong-Ae
- Kim Kyong-Hwa
- Ri Kum-Suk
- Ri Un-Suk
- Tạ Thái Hà
- Tất Nghiên
- Tống Hiểu Lệ
- Lauren Colthorpe
- Heather Garriock
- Collette McCallum
- Cheryl Salisbury
- Sarah Walsh

phản lưới nhà
- Eva González (trận gặp Anh)
- Leslie Osborne (trận gặp Brasil)
- Trine Rønning (trận gặp Đức)

## Bảng xếp hạng giải đấu
| Thứ hạng            | Đội               | Pld | W | D | L | GF | GA | GD  | Pts |
| ------------------- | ----------------- | --- | - | - | - | -- | -- | --- | --- |
| 1                   | Đức               | 6   | 5 | 1 | 0 | 21 | 0  | +21 | 16  |
| 2                   | Brasil            | 6   | 5 | 0 | 1 | 17 | 4  | +13 | 15  |
| 3                   | Hoa Kỳ            | 6   | 4 | 1 | 1 | 12 | 7  | +5  | 13  |
| 4                   | Na Uy             | 6   | 3 | 1 | 2 | 12 | 11 | +1  | 10  |
| Bị loại ở tứ kết    |                   |     |   |   |   |    |    |     |     |
| 5                   | Trung Quốc        | 4   | 2 | 0 | 2 | 5  | 7  | –2  | 6   |
| 6                   | Anh               | 4   | 1 | 2 | 1 | 8  | 6  | +2  | 5   |
| 7                   | Úc                | 4   | 1 | 2 | 1 | 9  | 7  | +2  | 5   |
| 8                   | CHDCND Triều Tiên | 4   | 1 | 1 | 2 | 5  | 7  | –2  | 4   |
| Bị loại ở vòng bảng |                   |     |   |   |   |    |    |     |     |
| 9                   | Canada            | 3   | 1 | 1 | 1 | 7  | 4  | +3  | 4   |
| 10                  | Nhật Bản          | 3   | 1 | 1 | 1 | 3  | 4  | –1  | 4   |
| 10                  | Thụy Điển         | 3   | 1 | 1 | 1 | 3  | 4  | –1  | 4   |
| 11                  | Đan Mạch          | 3   | 1 | 0 | 2 | 4  | 4  | 0   | 3   |
| 12                  | Nigeria           | 3   | 0 | 1 | 2 | 1  | 4  | –3  | 1   |
| 13                  | Ghana             | 3   | 0 | 0 | 3 | 3  | 15 | –12 | 0   |
| 14                  | Argentina         | 3   | 0 | 0 | 3 | 1  | 18 | –17 | 0   |
| 15                  | New Zealand       | 3   | 0 | 0 | 3 | 0  | 9  | –9  | 0   |

## Tranh cãi
Kenneth Heiner-Møller và các cầu thủ Đan Mạch cáo buộc chủ nhà Trung Quốc quấy rối và giám sát bí mật trước trận đấu vòng đầu tiên của Trung Quốc với Đan Mạch. Huấn luyện viên người Thụy Điển của Trung Quốc Marika Domanski-Lyfors và trợ lý của cô là Pia Sundhage không biết về các sự cố và Heiner-Møller đã giải thoát họ khỏi mọi trách nhiệm, mặc dù ông từ chối bắt tay sau trận đấu.